# Мазаев, Александр Александрович
Алекса́ндр Алекса́ндрович Маза́ев (29 апреля 1949 года) — советский и российский режиссёр-мультипликатор и художник-мультипликатор, работающий в рисованной мультипликации.

## Биография
Александр Александрович Мазаев родился 29 апреля 1949 года.
В 1966—1968 и 1970—1971 годах работал гравёром печатных форм в Первой образцовой типографии им. А. А. Жданова.

В 1971—1973 годах учился на курсах художников-мультипликаторов при киностудии «Союзмультфильм».

С 1973 по 1996 год работал на «Союзмультфильме» мультипликатором, также поставил ряд мультфильмов как режиссёр.

В дальнейшем сотрудничал со студиями «Аргус», «Пилот», «ФАФ», «Анимос» и другими.
Как художник-мультипликатор работал практически со всеми режиссёрами-классиками советской и российской мультипликации, во времена расцвета «Союзмультфильма».

## Фильмография

### Режиссёр
- 1982 — Весёлая карусель № 12 «Эхо»
- 1983 — Весёлая карусель № 15 «Девочка и пираты»
- 1984 — Переменка № 3. «Алхимик»
- 1986 — Переменка № 5. «Сила слова»
- 1987 — Как звери солнце добывали
- 1987 — Богатырская каша
- 1989 — Озеро на дне моря
- 1991 — Подводные береты
- 1991 — Объявление
- 1992 — Глаша и кикимора

### Сценарист
- 1982 — Весёлая карусель № 12 «Эхо»
- 1992 — Глаша и кикимора

### Художник-мультипликатор
- 1973 — Кто меня толкнул?
- 1973 — Остров
- 1973 — Спасибо
- 1973 — Тайна Страны Земляники
- 1973 — Как это случилось
- 1973 — Что страшнее?
- 1974 — Вершки и корешки
- 1974 — Как козлик землю держал
- 1974 — Как Львёнок и Черепаха пели песню
- 1974 — Пони бегает по кругу
- 1975 — Василиса Микулишна
- 1975 — В порту
- 1975 — И мама меня простит
- 1975 — Как верблюжонок и ослик в школу ходили
- 1975 — Необычный друг
- 1975 — Ох и Ах
- 1975 — Уроки наших предков
- 1975 — Весёлая карусель № 7
- 1975 — День чудесный
- 1976 — Голубой щенок
- 1976 — Детский альбом
- 1976 — Косарь-богатырь
- 1976 — Зеркало времени
- 1976 — Просто так
- 1977 — Вперёд, время!
- 1977 — Наш добрый мастер
- 1977 — Серебряное копытце
- 1977 — Весёлая карусель № 9
- 1977 — Осторожно, газ![1]
- 1978 — Контакт
- 1978 — Мышонок Пик
- 1978 — Наш друг Пишичитай (выпуск 1)
- 1978 — Пойга и лиса
- 1978 — Последняя невеста Змея Горыныча
- 1979 — Летучий корабль
- 1979 — Переменка № 2
- 1979 — Домашний цирк
- 1979 — Приезжайте в гости
- 1979 — Тир
- 1979 — Где же медвежонок
- 1980 — Весёлая карусель № 11 Про черепаху
- 1980 — Котёнок по имени Гав (выпуск 4)
- 1980 — Лебеди Непрядвы
- 1980 — На задней парте (выпуск 2)
- 1981 — Зимовье зверей
- 1981 — Ивашка из Дворца пионеров
- 1981 — Однажды утром
- 1981 — Пёс в сапогах
- 1981 — Раз — горох, два — горох…
- 1981 — Халиф-аист
- 1982 — Великан-эгоист
- 1982 — Весёлая карусель № 12 Что случилось с крокодилом?
- 1982 — Парадоксы в стиле рок
- 1982 — Олимпионики
- 1982 — Робинзон и самолёт
- 1983 — Обезьянки. Гирлянда из малышей
- 1983 — Лев и бык
- 1983 — Конфликт
- 1983 — Наваждение Родамуса Кверка
- 1983 — О, море, море!..
- 1983 — Юбилей
- 1983 — Змей на чердаке
- 1984 — А что ты умеешь?
- 1984 — На задней парте (выпуск 3)
- 1984 — Разрешите погулять с вашей собакой
- 1985 — Дереза
- 1985 — Контакты... конфликты... (выпуск 2)
- 1985 — Контракт
- 1985 — Миссис Уксус и мистер Уксус
- 1985 — Ну, погоди! (выпуск 15)
- 1985 — Переменка № 4
- 1985 — Весёлая карусель № 16. Игра
- 1986 — На воде
- 1986 — Контакты… Конфликты (выпуск 3)
- 1986 — Мальчик как мальчик
- 1986 — Весёлая карусель № 18. Рыжая ворона
- 1986 — По собственному желанию
- 1986 — Ну, погоди! (выпуск 16)
- 1987 — Контакты… конфликты (выпуск 4)
- 1987 — Мышь и верблюд
- 1987 — Поползновение
- 1988 — Весёлая карусель № 19 Качели
- 1988 — Заяц, который любил давать советы
- 1988 — Кот и клоун
- 1988 — Случай с бегемотом
- 1988 — Перевал
- 1988 — Щедрость
- 1989 — Озеро на дне моря
- 1989 — Сегодня в нашем городе
- 1989 — Счастливый старт
- 1989 — Моя мама волшебница
- 1990 — Кот и Ко
- 1990 — Солдат и чёрт
- 1991 — По лунной дороге
- 1992 — Глаша и кикимора
- 1992 — Непобедимые тойстеры. Затерянные в Тойберии
- 1993 — Рождественская фантазия
- 1993 — Гномы и горный король
- 1994 — Новые русские
- 1997 — Незнайка на Луне
- 2001 — Ёлочка для всех
- 2003 — Щелкунчик
- 2004 — Каштанка
- 2005 — Князь Владимир
- 2006 — Добрыня Никитич и Змей Горыныч
- 2006 — Элька